# 渡辺文香
渡辺 文香（わたなべ あやか、1980年12月21日 - ）は、日本の女優。
山梨県西八代郡下部町（現在の南巨摩郡身延町）出身。大正大学、文学座演劇研究所卒。劇団ひまわり、インプロシアターTILTを経てオフィスMORIMOTO所属。
2016年より林家種平に落語を師事している。

## 出演作品

### 映画
- ベースボールキッズ（2003年）

### テレビドラマ
- 不機嫌な果実（1997年、TBS）
- 神様、もう少しだけ（1998年、フジテレビ）
- 教習所物語（1999年、TBS） - 悦子 役
- サイコメトラーEIJI2（1999年、日本テレビ）
- 多重人格探偵サイコ（2000年、WOWOW）
- Friends（2000年、TBS）
- 火曜サスペンス劇場 孤独な果実（2000年、日本テレビ）
- 茉莉子（2000年、NHK）
- ルージュ（2001年、NHK）
- ウルトラマンコスモス 第24話（2001年、MBS）
- 爆竜戦隊アバレンジャー 第8話（2003年、テレビ朝日）
- メゾン・ド・ポリス（2019年） - 牧野里美 役
- アンメット ある脳外科医の日記 第4話（2024年5月6日、関西テレビ・フジテレビ） - 西嶋理沙 役[2]

### テレビ番組
- ここがヘンだよ日本人（TBS）
- ハロー!モーニング。（テレビ東京）
- 中居正広の金曜日のスマイルたちへ（TBS）
- 踊る!さんま御殿!!（日本テレビ）
- NHK紅白歌合戦（NHK）
- 旅のさがしもの（スカパー!） - レポーター
- ただいま（山梨放送）

### 舞台
- Again!
- あなたの夢、お芝居にします。その場で
- ハシムラ東郷
- 現代能楽集 イプセン
- 改造☆人間
- 1945
- ナクソス島のアリアドネ
- 若草物語
- それを言っちゃあお終いよ
- Hang on! やっぱり俺かよ（2001年）
- ゆれる車の音 〜九州テキ屋旅日記〜（2006年） - 寺原あさみ
- アイ・アム・マイ・オウン・ワイフ（2010年）
- 現代能楽集チェーホフ（2010年） - ソーニャ
- 3分間の女の一生（2010年）

### CM
- 小林製薬 アンメルツヨコヨコ（2002年）
- 日清オイリオグループ
- 大正製薬 リポビタンD 甲子園篇
- ベネッセコーポレーション 進研ゼミ中一講座

### VP
- 看護婦育成用ビデオ
- 高校生指導用　「お酒を正しく飲むには」
- 障害者向けVP

### CD
- ニクニクニックン

### 朗読
- スーホの白い馬
- 木こりと馬頭琴
- こわがりのときの海豚
- てつがくのライオン
- パリにいきたいくじら
- ぽんぽん山の月
- 星になった熊の親子